# Tony Award al miglior attore protagonista in un musical
Il Tony Award al miglior attore protagonista in un musical (Tony Award for Best Performance by a Leading Actor in a Musical) è una categoria del Tony Award, e un premio che dal 1948 celebra i migliori attori che hanno ricoperto un ruolo da protagonista di musical nuovo o revival a Broadway. Dopo il 1956 cominciarono ad essere pubblicati anche i nomi degli artisti candidati.

## Vincitori e candidati

### Anni 1940
- 1948: Paul Hartman – Angel in the Wings nel ruolo di vari personaggi
- 1949: Ray Bolger – Where’s Charley nel ruolo di Charley Wykeham

### Anni 1950
- 1950: Ezio Pinza – South Pacific nel ruolo di Emile De Beque
- 1951: Robert Alda – Guys and Dolls nel ruolo di Sky Masterson
- 1952: Phil Silvers – Top Banana nel ruolo di Jerry Biffle
- 1953: Thomas Mitchell – Hazel Flagg nel ruolo del Dottor Downer
- 1954: Alfred Drake – Kismet nel ruolo di Hajj
- 1955: Walter Slezak – Fanny nel ruolo di Panisse
- 1956: Ray Walston – Damn Yankees nel ruolo di Mr. Applegate
  - Stephen Douglass – Damn Yankees nel ruolo di Joe Hardy
  - William Johnson – Pipe Dream nel ruolo di Doc
- 1957: Rex Harrison – My Fair Lady nel ruolo di Henry Higgins
  - Fernando Lamas – Happy Hunting nel ruolo del Duca di Granada
  - Robert Weede – The Most Happy Fella nel ruolo di Tony
- 1958: Robert Preston – The Music Man as Harold Hill
  - Ricardo Montalbán – Jamaica nel ruolo di Koli
  - Eddie Foy, Jr. – Rumple nel ruolo di Rumple
  - Tony Randall – Oh, Captain! nel ruolo del Capitano Henry St. James
- 1959: Richard Kiley – Redhead nel ruolo di Tom Baxter
  - Larry Blyden – Flower Drum Song nel ruolo di Sammy Fong

### Anni 1960
- 1960: Jackie Gleason – Take Me Along nel ruolo di Sid Davis
  - Robert Morse – Take Me Along nel ruolo di Richard Miller
  - Walter Pidgeon – Take Me Along nel ruolo di Nat Miller
  - Andy Griffith – Destry Rides Again nel ruolo di Destry
- 1961: Richard Burton – Camelot nel ruolo di Artù
  - Phil Silvers – Do Re Mi nel ruolo di Hubert Cram
  - Maurice Evans – Tenderloin nel ruolo del Reverendo Brock
- 1962: Robert Morse – How to Succeed in Business Without Really Trying nel ruolo di J. Pierrepont Finch
  - Ray Bolger – All-American nel ruolo del Professor Fodorski
  - Alfred Drake – Kean nel ruolo di Edmund Kean
  - Richard Kiley – No Strings nel ruolo di David Jordan
- 1963: Zero Mostel – A Funny Thing Happened on the Way to the Forum nel ruolo di Pseudolus
  - Sid Caesar – Little Me nel ruolo del Nobile anziano e altri ruoli
  - Anthony Newley – Stop the World - I Want to Get Off nel ruolo di Littlechap
  - Clive Revill – Oliver! nel ruolo di Fagin
- 1964: Bert Lahr – Foxy nel ruolo di Foxy
  - Sydney Chaplin – Funny Girl nel ruolo di Nick Arnstein
  - Bob Fosse – Pal Joey nel ruolo di Joey Evans
  - Steve Lawrence – What Makes Sammy Run? nel ruolo di Sammy Glick

- 1965: Zero Mostel – Fiddler on the Roof nel ruolo di Tevye
  - Sammy Davis, Jr. – Golden Boy nel ruolo di Joe Wellington
  - Cyril Ritchard – The Roar of the Greasepaint - The Smell of the Crowd nel ruolo di Sir
  - Tommy Steele – Half a Sixpence nel ruolo di Arthur Kipps
- 1966: Richard Kiley – Man of La Mancha nel ruolo di Don Chisciotte / Cervantes
  - Jack Cassidy – It's a Bird…It's a Plane…It's Superman nel ruolo di Max Mencken
  - John Cullum – On a Clear Day You Can See Forever nel ruolo di Dr. Mark Bruckner
  - Harry Secombe – Pickwick nel ruolo di Pickwick
- 1967: Robert Preston – I Do! I Do! nel ruolo di Michael
  - Alan Alda – The Apple Tree nel ruolo di Adam / Captain Sanjar / Flip, the Prince Charming
  - Jack Gilford – Cabaret nel ruolo di Herr Schultz
  - Norman Wisdom – Walking Happy nel ruolo di Will Mossop
- 1968: Robert Goulet – The Happy Time nel ruolo di Jacques Bonnard
  - Robert Hooks – Hallelujah, Baby! nel ruolo di Clem
  - Tony Roberts – How Now, Dow Jones nel ruolo di Charley
  - David Wayne – The Happy Time nel ruolo di Grandpere Bonnard
- 1969: Jerry Orbach – Promises, Promises nel ruolo di Chuck Baxter
  - Herschel Bernardi – Zorba nel ruolo di Zorba
  - Jack Cassidy – Maggie Flynn nel ruolo del Pagliaccio
  - Joel Grey – George M! nel ruolo di George M. Cohan

### Anni 1970
- 1970: Cleavon Little – Purlie nel ruolo di Purlie
  - Len Cariou – Applause nel ruolo di Bill Sampson
  - Robert Weede – Cry for Us All nel ruolo di Edward Quinn
- 1971: Hal Linden – The Rothschilds nel ruolo di Mayer Rothschild
  - David Burns – Lovely Ladies, Kind Gentlemen nel ruolo di Col. Wainwright Purdy III
  - Larry Kert – Company as Bobby
  - Bobby Van – No, No, Nanette nel ruolo di Billy Early
- 1972: Phil Silvers – A Funny Thing Happened on the Way to the Forum nel ruolo di Pseudolus
  - Clifton Davis – Two Gentlemen of Verona nel ruolo di Valentine
  - Barry Bostwick – Grease nel ruolo di Danny Zuko
  - Raúl Juliá – Two Gentlemen of Verona nel ruolo di Proteus
- 1973: Ben Vereen – Pippin nel ruolo di The Leading Player
  - Len Cariou – A Little Night Music nel ruolo di Frederick Egerman
  - Robert Morse –  Sugar nel ruolo Jerry
  - Brock Peters – Lost in the Stars nel ruolo di Stephen Kumalo
- 1974: Christopher Plummer – Cyrano nel ruolo di Cyrano de Bergerac
  - Alfred Drake – Gigi nel ruolo di Honore Lachailles
  - Joe Morton – Raisin nel ruolo di Walter Lee Younger
  - Lewis J. Stadlen – Candide di vari personaggi

- 1975: John Cullum – Shenandoah nel ruolo di Charlie Anderson
  - Joel Grey – Goodtime Charley nel ruolo Charley
  - Raúl Juliá – Where's Charley? nel ruolo di Charley Wykeham
  - Eddie Mekka – The Lieutenant nel ruolo di Lieutenant
  - Robert Preston – Mack and Mabel nel ruolo di Mack Sennett
- 1976: George Rose – My Fair Lady nel ruolo di Alfred P. Doolittle
  - Makoto Iwamatsu – Pacific Overtures nel ruolo di Jonathan Goble / Reciter / Shogun
  - Jerry Orbach – Chicago nel ruolo di Billy Flynn
  - Ian Richardson – My Fair Lady nel ruolo di Henry Higgins
- 1977: Barry Bostwick – The Robber Bridegroom nel ruolo di Jamie Lockhart
  - Robert Guillaume – Guys and Dolls nel ruolo di Nathan Detroit
  - Raúl Juliá – The Threepenny Opera nel ruolo di Macheath
  - Reid Shelton – Annie nel ruolo di Oliver Warbucks
- 1978: John Cullum – On the Twentieth Century nel ruolo Oscar Jaffee
  - Eddie Bracken – Hello, Dolly! nel ruolo di Horace Vandergelder
  - Barry Nelson – The Act nel ruolo di Dan Conners
  - Gilbert Price – Timbuktu! nel ruolo di The Mansa of Mali
- 1979: Len Cariou – Sweeney Todd: The Demon Barber of Fleet Street nel ruolo di Sweeney Todd
  - Vincent Gardenia – Ballroom nel ruolo di Alfred Rossi
  - Joel Grey – The Grand Tour nel ruolo di S. L. Jacobowsky
  - Robert Klein – They're Playing Our Song nel ruolo di Vernon Gersch

### Anni 1980
- 1980: Jim Dale – Barnum nel ruolo di P. T. Barnum
  - Gregory Hines – Comin' Uptown nel ruolo di Scrooge
  - Mickey Rooney – Sugar Babies nel ruolo di Mickey
  - Giorgio Tozzi – The Most Happy Fella nel ruolo di Tony
- 1981: Kevin Kline – The Pirates of Penzance nel ruolo del Re dei Pirati
  - Gregory Hines – Sophisticated Ladies nel ruolo di Performer
  - George Rose – The Pirates of Penzance nel ruolo di Major-General
  - Martin Vidnovic – Brigadoon nel ruolo di Tommy Albright
- 1982: Ben Harney – Dreamgirls nel ruolo di Curtis Taylor Jr.
  - Herschel Bernardi – Fiddler on the Roof nel ruolo di Tevye
  - Victor Garber – Little Me nel ruolo dell'anziano nobile e vari personaggi
  - Raúl Juliá – Nine nel ruolo di Guido Contini
- 1983: Tommy Tune – My One and Only nel ruolo di Billy Buck Chandler
  - Al Green – Your Arms Too Short to Box with God nel ruolo di Performer
  - George Hearn – A Doll's Life nel ruolo di Actor / Johan / Torvald
  - Michael V. Smartt – Porgy and Bess nel ruolo di Porgy
- 1984: George Hearn – La Cage aux Folles nel ruolo di Albin
  - Gene Barry – La Cage aux Folles nel ruolo di Georges
  - Ron Moody – Oliver! nel ruolo di Fagin
  - Mandy Patinkin – Sunday in the Park with George nel ruolo di George

- 1985 - Il premio non è stato assegnato
- 1986: George Rose – The Mystery of Edwin Drood nel ruolo di Mayor Thomas Sapsea / William Cartwright
  - Don Correia – Singin' in the Rain nel ruolo di Don Lockwood
  - Cleavant Derricks – Big Deal nel ruolo Charley
  - Maurice Hines – Uptown... It's Hot! nel ruolo di Performer
- 1987: Robert Lindsay – Me and My Girl nel ruolo di Bill Snibson
  - Roderick Cook – Oh Coward! nel ruolo di Performer
  - Terrence Mann – Les Misérables nel ruolo dell'Ispettore Javert
  - Colm Wilkinson – Les Misérables nel ruolo di Jean Valjean
- 1988: Michael Crawford – The Phantom of the Opera nel ruolo del Fantasma dell’Opera
  - Scott Bakula – Romance/Romance nel ruolo di Alfred Von Wilmers / Sam
  - David Carroll – Chess nel ruolo di Anatoly
  - Howard McGillin – Anything Goes as nel ruolo di Crocker
- 1989: Jason Alexander – Jerome Robbins' Broadway nel ruolo di vari personaggi 
  - Gabriel Barre – Starmites nel ruolo di Trinkulus
  - Brian Lane Green – Starmites nel ruolo di Spacepunk
  - Robert La Fosse – Jerome Robbins' Broadway nel ruolo di vari personaggi

### Anni 1990
- 1990: James Naughton – City of Angels nel ruolo di Stone
  - David Carroll – Grand Hotel nel ruolo di Felix Von Gaigern
  - Gregg Edelman – City of Angels nel ruolo di Stine
  - Bob Gunton – Sweeney Todd nel ruolo di Sweeney
- 1991: Jonathan Pryce – Miss Saigon nel ruolo dell'Ingegnere 
  - Keith Carradine – The Will Rogers Follies nel ruolo di Will Rogers
  - Paul Hipp – Buddy nel ruolo di Buddy Holly
  - Chaim Topol – Fiddler on the Roof nel ruolo di Tevye
- 1992: Gregory Hines – Jelly's Last Jam nel ruolo di Jelly Roll Morton
  - Harry Groener – Crazy for You nel ruolo di Bobby Child
  - Nathan Lane – Guys and Dolls nel ruolo di Nathan Detroit
  - Michael Rupert – Falsettos nel ruolo di Marvin
- 1993: Brent Carver – Kiss of the Spider Woman nel ruolo di Molina
  - Tim Curry – My Favorite Year nel ruolo di Alan Swann
  - Con O'Neill – Blood Brothers nel ruolo di Mickey
  - Martin Short – The Goodbye Girl nel ruolo di Elliot
- 1994: Boyd Gaines – She Loves Me nel ruolo di Georg Nowack'
  - Victor Garber – Damn Yankees nel ruolo di Mr. Applegate
  - Terrence Mann – Beauty and the Beast nel ruolo della Bestia
  - Jere Shea – Passion nel ruolo di Giorgio

- 1995: Matthew Broderick – How to Succeed in Business Without Really Trying nel ruolo di J. Pierrepont Finch
  - Alan Campbell – Sunset Boulevard nel ruolo di Joe Gillis
  - Mark Jacoby – Show Boat nel ruolo di Gaylord Ravenal
  - John McMartin – Show Boat nel ruolo di Cap'n Andy
- 1996: Nathan Lane – A Funny Thing Happened on the Way to the Forum nel ruolo di Pseudolus
  - Savion Glover – Bring in 'da Noise, Bring in 'da Funk nel ruolo di 'da Beat / Lil' Dahlin'
  - Adam Pascal – Rent nel ruolo di Roger Davis
  - Lou Diamond Phillips – The King and I nel ruolo di The King of Siam
- 1997: James Naughton – Chicago nel ruolo di Billy Flynn
  - Robert Cuccioli – Jekyll & Hyde nel ruolo del Dr. Henry Jekyll / Edward Hyde
  - Jim Dale – Candide nel ruolo di vari personaggi
  - Daniel McDonald – Steel Pier  nel ruolo di Bill Kelly
- 1998: Alan Cumming – Cabaret nel ruolo del maestro delle cerimonie
  - Peter Friedman – Ragtime nel ruolo di Tateh
  - Brian Stokes Mitchell – Ragtime nel ruolo di Coalhouse Walker, Jr.
  - Douglas Sills – The Scarlet Pimpernel nel ruolo di Percy Blakeney
- 1999: Martin Short – Little Me Nel ruolo del nobile inglese
  - Brent Carver – Parade nel ruolo di Leo Frank
  - Adam Cooper – Swan Lake nel ruolo del Cigno
  - Tom Wopat – Annie Get Your Gun nel ruolo di Frank E. Butler

### Anni 2000
- 2000: Brian Stokes Mitchell – Kiss Me, Kate nel ruolo di Fred Graham / Petruchio
  - Craig Bierko – The Music Man nel ruolo di Harold Hill
  - George Hearn – Putting It Together nel ruolo di The Husband
  - Mandy Patinkin – The Wild Party nel ruolo di Burrs
  - Christopher Walken – The Dead nel ruolo di Gabriel Conroy
- 2001: Nathan Lane – The Producers nel ruolo di Max Bialystock
  - Matthew Broderick – The Producers nel ruolo di Leo Bloom
  - Kevin Chamberlin – Seussical di Ortone
  - Tom Hewitt – The Rocky Horror Show nel ruolo di Frank N Furter
  - Patrick Wilson – The Full Monty nel ruolo di Jerry Lukowski
- 2002: John Lithgow – Sweet Smell of Success nel ruolo di J.J. Hunsecker
  - Gavin Creel – Thoroughly Modern Millie nel ruolo di Jimmy Smith
  - John McMartin – Into the Woods nel ruolo del Narratore / Mysterious Man
  - Patrick Wilson – Oklahoma! nel ruolo di Curly
  - John Cullum – Urinetown nel ruolo di Caldwell B. Cladwell
- 2003: Harvey Fierstein – Hairspray as Edna Turnblad
  - Antonio Banderas – Nine nel ruolo di Guido Contini
  - Malcolm Gets – Amour nel ruolo di Dusoleil
  - Brian Stokes Mitchell – Man of La Mancha nel ruolo di Don Chisciotte / Cervantes
  - John Selya – Movin' Out nel ruolo di Eddie
- 2004: Hugh Jackman – The Boy from Oz nel ruolo di Peter Allen
  - Hunter Foster – Little Shop of Horrors nel ruolo di Seymour
  - Alfred Molina – Fiddler on the Roof nel ruolo di Tevye
  - Euan Morton – Taboo nel ruolo di George
  - John Tartaglia – Avenue Q nel ruolo di Princeton / Rod

- 2005: Norbert Leo Butz – Dirty Rotten Scoundrels nel ruolo di Freddy Benson
  - Hank Azaria – Monty Python's Spamalot nel ruolo di vari personaggi
  - Gary Beach – La Cage aux Folles nel ruolo di Albin
  - Tim Curry – Monty Python's Spamalot nel ruolo di King Arthur
  - John Lithgow – Dirty Rotten Scoundrels nel ruolo di Lawrence Jameson
- 2006: John Lloyd Young – Jersey Boys nel ruolo di Frankie Valli
  - Michael Cerveris – Sweeney Todd nel ruolo di Sweeney
  - Harry Connick, Jr. – The Pajama Game nel ruolo di Sid Sorokin
  - Stephen Lynch – The Wedding Singer nel ruolo di Robbie Hart
  - Bob Martin – The Drowsy Chaperone nel ruolo di Man in Chair
- 2007: David Hyde Pierce – Curtains nel ruolo di Lieutenant Frank Cioffi
  - Michael Cerveris – LoveMusik nel ruolo di Kurt Weill
  - Raúl Esparza – Company nel ruolo di Robert
  - Jonathan Groff – Spring Awakening nel ruolo di Melchior
  - Gavin Lee – Mary Poppins nel ruolo di Bert
- 2008 Paulo Szot – South Pacific nel ruolo di Emile de Becque
  - Daniel Evans – Sunday in the Park with George nel ruolo di George
  - Lin-Manuel Miranda – In the Heights nel ruolo di Usnavi
  - Stew – Passing Strange nel ruolo del narratore
  - Tom Wopat – A Catered Affair nel ruolo di Tom Hurley
- 2009: David Alvarez, Trent Kowalik, e Kiril Kulish – Billy Elliot the Musical nel ruolo di Billy Elliot
  - Gavin Creel – Hair nel ruolo di Claude
  - Brian d'Arcy James – Shrek the Musical nel ruolo di Shrek
  - Constantine Maroulis – Rock of Ages nel ruolo di Drew
  - J. Robert Spencer – Next to Normal nel ruolo di Dan

### Anni 2010
- 2010: Douglas Hodge – La Cage aux Folles nel ruolo di Albin
  - Kelsey Grammer – La Cage aux Folles nel ruolo di Georges
  - Sean Hayes – Promises, Promises nel ruolo di Chuck Baxter
  - Chad Kimball – Memphis nel ruolo di Huey Calhoun
  - Sahr Ngaujah – Fela! nel ruolo di Fela Kuti
- 2011: Norbert Leo Butz – Catch Me If You Can nel ruolo di Carl Hanratty
  - Josh Gad – The Book of Mormon nel ruolo di Elder Cunningham
  - Joshua Henry – The Scottsboro Boys nel ruolo di Haywood Patterson
  - Andrew Rannells – The Book of Mormon nel ruolo di Elder Price
  - Tony Sheldon – Priscilla, Queen of the Desert nel ruolo di Bernadette
- 2012: Steve Kazee – Once nel ruolo di Guy
  - Danny Burstein – Follies nel ruolo di Buddy Plummer
  - Jeremy Jordan – Newsies nel ruolo di Jack Kelly
  - Norm Lewis – Porgy and Bess nel ruolo di Porgy
  - Ron Raines – Follies nel ruolo di Ben Stone
- 2013: Billy Porter - Kinky Boots nel ruolo di Lola
  - Bertie Carvel - Matilda nel ruolo di Miss Trunchbull
  - Santino Fontana - Cinderella nel ruolo del Principe Topher
  - Rob McClure - Chaplin nel ruolo di Charlie Champlin
  - Stark Sands - Kinky Boots neul ruolo di Charlie Price
- 2014: Neil Patrick Harris - Hedwig nel ruolo di Hedwig
  - Andy Karl - Rocky nel ruolo di Rocky Balboa
  - Ramin Karimloo - Les Misérables nel ruolo di Jean Valjean
  - Jefferson Mays - A Gentleman's Guide to Love and Murder nel ruolo della Famiglia D'Ysquith
  - Bryce Pinkham - A Gentleman's Guide to Love and Murder nel ruolo di Monty Navarro

- 2015: Michael Cerveris - Fun Home nel ruolo di Bruce Bechdel
  - Robert Fairchild - An American in Paris nel ruolo di Jerry Mulligan
  - Brian d'Arcy James - Something Rotten! nel ruolo di Nick Bottom
  - Ken Watanabe - The King and I nel ruolo del Re del Siam
  - Tony Yazbeck - On the Town nel ruolo di Gabey
- 2016: Leslie Odom Jr. - Hamilton nel ruolo di Aaron Burr
  - Alex Brightman - School of Rock nel ruolo di Dewey Finn
  - Danny Burstein - Fiddler on the Roof nel ruolo di Tevye
  - Zachary Levi - She Loves Me nel ruolo di Georg Nowack
  - Lin-Manuel Miranda - Hamilton nel ruolo di Alexander Hamilton
- 2017: Ben Platt - Dear Evan Hansen nel ruolo di Evan Hansen
  - Christian Borle - Falsettos nel ruolo di Marvin
  - Josh Groban - Natasha, Pierre & The Great Comet of 1812 nel ruolo di Pierre Bezukhov
  - Andy Karl - Groundhog Day nel ruolo di Phil Connors
  - David Hyde Pierce - Hello, Dolly! nel ruolo di Horace Vandergelder
- 2018:Tony Shalhoub - The Band's Visit nel ruolo di Tewfiq Zakaria
  - Harry Hadden-Paton - My Fair Lady nel ruolo di Henry Higgins
  - Joshua Henry - Carousel nel ruolo di Billy Bigelow
  - Ethan Slater - SpongeBob SquarePants nel ruolo di SpongeBob SquarePants
- 2019: Santino Fontana - Tootsie nel ruolo di Michael/Dorothy
  - Brooks Ashmanskas - The Prom nel ruolo di Barry Glickman
  - Derrick Baskin - Ain’t Too Proud nel ruolo di Otis Williams
  - Alex Brightman - Beetlejuice	nel ruolo di Beetlejuice
  - Damon Daunno - Oklahoma! nel ruolo di Curly McLain

### Anni 2020
- 2020: Aaron Tveit - Moulin Rouge! nel ruolo di Christian
- 2022: Myles Frost - MJ the Musical nel ruolo di Michael Jackson
  - Billy Crystal - Mr. Saturday Night nel ruolo di Buddy Young Jr.
  - Hugh Jackman - The Music Man nel ruolo di Harold Hill
  - Rob McClure - Mrs. Doubtfire nel ruolo di Daniel Hillard
  - Jaquel Spivey - A Strange Loop nel ruolo di Usher
- 2023: J. Harrison Ghee – Some Like It Hot nel ruolo di Jerry 
  - Christian Borle – Some Like It Hot nel ruolo di Joe
  - Josh Groban – Sweeney Todd: The Demon Barber of Fleet Street nel ruolo di Sweeney Todd
  - Brian D’Arcy James – Into the Woods nel ruolo del Panettiere
  - Ben Platt – Parade nel ruolo di Leo Frank
  - Colton Ryan – New York, New York nel ruolo di Jimmy Doyle
- 2024: Jonathan Groff - Merrily We Roll Along nel ruolo di Franklin Shephard
  - Brody Grant - The Outsiders nel ruolo di Ponyboy Curtis
  - Dorian Harewood - The Notebook nel ruolo di Noah Calhoun da vecchio
  - Brian d'Arcy James - Days of Wine and Roses nel ruolo di Joseph "Joe" Clay
  - Eddie Redmayne – Cabaret nel ruolo del maestro delle cerimonie
- 2025:
  - Darren Criss – Maybe Happy Ending nel ruolo di Oliver
  - Andrew Durand – Dead Outlaw nel ruolo di Elmer McCurdy
  - Tom Francis – Sunset Boulevard nel ruolo di Joe Gillis
  - Jonathan Groff – Just in Time nel ruolo di Bobby Darin
  - James Monroe Iglehart – A Wonderful World nel ruolo di Louis Armstrong
  - Jeremy Jordan – Floyd Collins as Floyd Collins

## Attori più premiati
- Norbert Leo Butz (2)
- John Cullum (2)
- Richard Kiley (2)
- Nathan Lane (2)
- Zero Mostel (2)
- James Naughton (2)
- Robert Preston (2)
- George Rose (2)
- Phil Silvers (2)